# 电影旬报社
电影旬报社股份有限公司（日语：株式会社キネマ旬報社）是日本的一家出版社。电影旬报社除了出版发行《电影旬报》之外，它还出版许多与电影行业相关或与视频娱乐行业相关的杂志、丛刊和书籍。
2008年1月，电影旬报社的母公司与Footnote合并。Footnote是电影行业杂志《Video Insider Japan》（ビデオ・インサイダー・ジャパン）与《DVD导航》（DVDナビゲーター）的发行公司。

## 发展历史
1919年，《电影旬報》創刊。1923年电影旬報社初創立，1952年3月电影旬報社正式設立。
1991年，由西武百貨的母集團季節集團取得《旬報》所有股份，其經營權亦移至SS通信。
2001年，SS通信被角川書店收購，改名為角川SS通信。2002年，电影旬報社81%的股份被GAGA Crossmedia Marketing（在2007年9月將公司名稱改為Footnote）買入。2007年，Footnote又取得剩餘的全部股份，並進行完全的子公司化。2008年1月，旬報社與Footnote合併，此經營方式延續至今。

## 主要出版物
- 《电影旬报》
- 《电影旬报 NEXT》

## 相关项目
- 电影旬报
- 电影旬報映畫數據庫（日语：キネマ旬報映画データベース）
- 大正浪漫